# غواصة يو بي-48
يو بي-48 غواصة ألمانية من فئة يو بي3 خدمت في البحرية الإمبراطورية الألمانية خلال الحرب العالمية الأولى. تم تكليفها في البحرية الإمبراطورية الألمانية في 11 يونيو 1917 باسم يو بي-48.